# Johan Hedenborg
Johan Hedenborg, född den 21 oktober 1787, död den 21 augusti 1865, var en svensk naturforskare och resenär.

## Biografi

### Uppväxt och studier
Johan Hedenborg föddes i Heda socken i Östergötland som son till bonden Sven Carlsson och Elin Jönsdotter. Han visade tidigt studiebegåvning, och sattes 1798 i Linköpings skola. Genom att själv fungera som lärare till yngre elever och genom bistånd fick han 1810 möjlighet att komma till Uppsala för studier. Han studerade först medicin, och överflyttades 1817 till Stockholm, där han 1821 avlade kirurgie magisterexamen vid Karolinska institutet. 1821-1822 fick han möjlighet att företa en studieresa till Danmark, Tyskland och Frankrike. Efter hemkomsten fullbordade han snabbt sina medicinska studier och promoverades i november 1822 till medicine doktor.

### Resor och arbete
1823 anlade Hedenborg i Kungsträdgården i Stockholm den första större anstalten för beredning och servering av mineralvatten. 1825 utnämndes han till läkare vid svenska beskickningen i Konstantinopel, där han delade sin tid mellan medicinsk praktik och naturhistoriska, arkeologiska och språkliga studier.Sedan han började få sämre hälsa runt 1830, beslutade han sig för att resa till Egypten för att kurera sig. På återfärden till Konstantinopel besökte han Palestina, Syrien, Cypern och Mindre Asien. Redan 1831 återvände han till Egypten, där han i Alexandria studerade en svår koleraepidemi. På återvägen uppehöll han sig i studiesyfte på Rhodos, och besökte Halikarnassos och Smyrna, men fortsatte sedan över europeiska Turkiet, Ungern, Greklad, Österrike och Tyskland hem till Sverige.  Från sina resor förde han med sig en stor mängd grekiska och romerska antikviteter, som senare donerades till Nationalmuseum, samt ett 30-tal turkiska, persiska och arabiska handskrifter, som donerades till Kungliga biblioteket.
Efter några månaders vistelse i Sverige återvände han över Hamburg och Triest sjöledes till Alexandria, dit han anlände i februari 1833. Han företog kort efteråt en forskningsfärd till Röda havet, Sinaihalvön och steniga Abrabien, varifrån han efter strapatsrika färder förde hem en rik samling zoologiska föremål. 1833 blev Hedenborg ledamot av Kungliga Vetenskapsakademien. 1834 fick han professors namn, heder och värdighet efter att under ett besök i hemlandet ha avböjt en honom erbjuden professur. 1834 härjade pesten svårt i Egypten, och för att undvika den beslöt Hedenborg att anträda en forskningsfärd till Afrikas inre delar i augusti detta år. Han har skildrat sina reseintryck från Egypten upp till Assuan i första delen av Resa i Egypten och det inre Afrika åren 1834 och 1835, tryckt i Stockholm 1843.

#### Sekretariat och flytt
1837 utnämndes han till sekreterare vid svenska och norska beskickningen i Egypten, för att han ostörd skulle få ägna sig åt sitt forskar- och samlararbete. Snart utbröt dock krig mellan Egypten och Turkiet, och dessutom pest, och Hedenborg slog sig nu ned på Rhodos, som kom att bli hans huvudsakliga hemort under resten av hans liv. 1839 gifte han sig med dottern till den engelske konsuln i Triest, Elise de Danelon. Hedenborg började kort efter sin bosättning på Rhodos att arbeta på en monografi över ön. 1851 gjorde han en resa till Sverige och passade på att göra besök i olika europeiska bibliotek efter material för sitt arbete.

#### Missöden, flytt och död
12 oktober 1856 drabbades dock ön av en kraftig jordbävning, och Hedenborgs hus skadades svårt. Vid en sprängning av ett kruttorn 6 november samma år i staden Rhodos skadades hans hus ytterligare, och han beslöt hösten 1857 att i stället flytta till Kairo, och hoppades samtidigt kunna samla fossiler under Suezkanalens konstruerande. Hedenborg tålde dock inte klimatet i Kairo, och sommaren 1859 flyttade han tillbaka till Rhodos. Här råkade familjen ut för ett nytt missöde. Det turkiska ångfartyget Silistria, sprang läck mitt ute på havet, och kaos utbröt ombord. Den turkiska besättningen började mörda och plundra passagerare. Hedenborg och hans hustru lyckades rädda sig med hjälp av fiskare på en liten egyptisk segelbåt, men alla deras egendom och pengar samt 11 kistor med fornsaker gick förlorade. De återfördes till Alexandria, där paschan av Egypten hjälpte dem med pengar till resan och lite pengar för fruntimrens mest nödvändiga behov, som Hedenborg skrev i ett brev till Bror Emil Hildebrand - de båda stod i flitig kontakt och Hedenborg sålde många föremål till hans fornsaksmuseum. Riksdagen beslutade efter att ha fått kunskaper om händelserna om ett anslag för Hedenborg fortsatta uppehälle och verksamhet på Rhodos. 1861 återvände Hedenborg för sista gången till Sverige, men återvände snart till Rhodos i egenskap av svensk och norsk vicekonsul. 22 april 1863 drabbades ön av en ny jordbävning, och Hedenborg med familj flyttade ännu en gång, denna gång till Florens, där han avled två år senare, den 21 augusti 1865.